# Brendon Leigh
Brendon Leigh (Reading, 8 agosto 1999) è un pilota automobilistico britannico, è noto per aver vinto il campionato di F1 eSports del 2017 e del 2018 con la Mercedes AMG Petronas Esports Team.

## Carriera

### Campionato Formula Ford 1600
Leigh ha partecipato al Campionato BRSCC Formula Ford 1600 del 2019, ricoprendo un ruolo a tempo parziale presso la scuderia Kevin Mills Racing. Ha gareggiato in 11 corse, concludendo al 13º posto nella classifica generale.

### eSports
Leigh è noto per aver vinto il campionato di F1 eSports nel 2017 e nel 2018. Ha preso parte alla stagione inaugurale della F1 eSports Series. Il pilota britannico ha vinto il torneo consecutivamente nel 2017 e nel 2018.
Nel 2019, nella F1 eSports Series, ha gareggiato con il team Mercedes AMG Petronas eSports. Ha chiuso la stagione al quinto posto senza vittorie e con due podi, il miglior risultato essendo un secondo posto. L'anno successivo è stato simile, con due podi ma ancora difficoltà nel conquistare una vittoria.
Il 18 gennaio 2021, Leigh ha annunciato di aver firmato con il team Ferrari eSports. Leigh ha vissuto la sua peggiore stagione fino a quel momento, senza vincite e podi, scivolando al 10º posto nella classifica piloti.
Nel corso del 2022, ha avuto una stagione molto migliore. Ha ottenuto un podio al Circuit of the Americas e si è piazzato all'8º posto nella classifica con 49 punti (nonostante la mancanza di una gara).
Per la stagione 2023, Leigh ha firmato con il team Alfa Romeo KICK F1 eSports (che poi diventerà KICK Sauber eSports dopo che l'Alfa Romeo ha terminato la partnership con la Sauber) e gareggerà anche per il team R8G eSports, di proprietà dell'ex pilota di F1 e attualmente impegnato in Indycar, Romain Grosjean.
Leigh, dopo aver vinto due campionati del mondo di F1 SimRacing, ha annunciato il suo ritiro dalle competizioni al termine della stagione 2024-2025. In un messaggio del 12 gennaio 2025, Leigh ha spiegato che la decisione è motivata dal desiderio di affrontare nuove sfide e di crescere personalmente. Ha sottolineato l'importanza di uscire dalla propria zona di comfort per continuare a svilupparsi sia professionalmente che personalmente.  

## Risultati
| Stagione | Serie                            | Scuderia                           | Gare | Vittorie | Pole | Giro veloce | Podi | Punti | Posizione |
| -------- | -------------------------------- | ---------------------------------- | ---- | -------- | ---- | ----------- | ---- | ----- | --------- |
| 2017     | Formula One Esports Series       | Racing Bulls eSports Team          | 5    | 4        | N/D  | N/D         | 4    | 74    | 1º        |
| 2018     | Formula One Esports Series       | Mercedes AMG Petronas eSports Team | 10   | 6        | 4    | 2           | 8    | 216   | 1º        |
| 2019     | Formula One Esports Series       | Mercedes AMG Petronas eSports Team | 12   | 0        | 0    | 0           | 2    | 77    | 5º        |
| 2020     | Formula One Esports Series       | Mercedes AMG Petronas eSports Team | 12   | 0        | 0    | 1           | 2    | 84    | 6º        |
| 2021     | Formula One Esports Series       | FDA eSports Team                   | 12   | 0        | 0    | 1           | 0    | 42    | 10º       |
| 2022     | Formula One Esports Series       | FDA eSports Team                   | 11   | 0        | 0    | 2           | 1    | 49    | 8º        |
| 2023-24  | F1 Sim Racing World Championship | KICK Sauber eSports                | 11   | 0        | 0    | 0           | 1    | 47    | 10º       |
| 2025     | F1 Sim Racing World Championship | KICK Sauber eSports                | 10   | 0        | 0    | 0           | 0    | 1     | 20°       |